# Xavier Tondo
Xavier Tondo Volpini (5. november 1978 – 23. maj 2011) var en spansk landevejscykelrytter som cyklede sit sidste år for Movistar Team. Han døde efter en ulykke den 23. maj 2011, da han blev klemt mellem sin bil og garagedør, mens han var ved at tage sin cykel ud.